# Lie Yukou
Lie Yukou (xinès simplificat: 列御寇, xinès tradicional: 列禦寇; pinyin: Liè Yǔkòu) també anomenat Liezi o Lieh-tzu, (segle IV aC, Xina), fou un personatge històric xinès, escriptor i pensador, un dels tres filòsofs primaris que van desenvolupar els principis bàsics de la filosofia Taoista i el presumpte autor del treball taosita Lie Zi (també conegut com a Chongxu zhide zhenjing). Sovint se'l considera una figura històrica com un heroi que apareix en els contes xinesos.
Molts dels escrits que tradicionalment se li atribueixen i que estan inclosos en el llibre que porta el seu nom Lie Zi, han estat identificats posteriorment com a falsificacions. Aquest fet i l'omissió del seu nom en les biografies de l'historiador Sima Qian han portat a molts a considerar a Lie Yukou com un personatge fictici. La majoria dels estudiosos moderns, tanmateix, pensen que el pensador va existir.
Poc se sap de la vida de Lie Yukou, a excepció del fet que, com molts dels seus contemporanis, va tenir un gran nombre de deixebles i va recórrer els diferents estats en conflicte en què es dividia Xina, aconsellant a reis i governants. La seva obra es distingeix estilísticament per la seva ingenuïtat i filosòficament per la seva èmfasi en l'ús del patró i la cadència de la naturalesa com a guia per a la conducta humana.

## Pensament
Lie Yukou continua la línia de pensament de Xiao Yao You i Qiu Shui, des d'on pren els temes de la transcendència dels límits, l'espiritualitat, el cultiu de l'equanimitat i l'acceptació de les vicissituds de la vida. També continua la línia de pensament del Yang Sheng Zhu i de Da Sheng, desenvolupant el tema de la subtilesa extrema de la percepció i els nivells d'habilitat extraordinaris. Cal destacar que els escrits de Lie Yuou es destaquen com més aparentment metafísics que els textos cosmològicament orientats de les dinasties de Zhou i Han.